# Nowa Karczma (gemeente)
De gemeente Nowa Karczma is een landgemeente in het Poolse woiwodschap Pommeren, in powiat Kościerski.
De gemeente bestaat uit 17 administratieve plaatsen solectwo: Będomin, Grabowo Kościerskie, Grabówko, Grabowska Huta, Jasiowa Huta, Liniewko Kościerskie, Lubań, Nowa Karczma, Nowy Barkoczyn, Rekownica, Skrzydłowo, Stary Barkoczyn, Szatarpy, Szpon, Sztofrowa Huta, Szumleś Królewski, Szumleś Szlachecki
De zetel van de gemeente is in Nowa Karczma.
Op 30 juni 2004 telde de gemeente 6163 inwoners.

## Oppervlakte gegevens
In 2002 bedroeg de totale oppervlakte van gemeente Nowa Karczma 113,33 km², waarvan:
- agrarisch gebied: 70%
- bossen: 18%

De gemeente beslaat 9,72% van de totale oppervlakte van de powiat.

## Demografie
Stand op 30 juni 2004:
| Omschrijving                   | Totaal | Totaal | Vrouwen | Vrouwen | Mannen | Mannen |
| ------------------------------ | ------ | ------ | ------- | ------- | ------ | ------ |
| eenheid                        | aantal | %      | aantal  | %       | aantal | %      |
| inwoners                       | 6 163  | 100    | 3 121   | 50,6    | 3 042  | 49,4   |
| bevolkingsdichtheid (inw./km²) | 54,4   | 54,4   | 27,5    | 27,5    | 26,8   | 26,8   |

In 2002 bedroeg het gemiddelde inkomen per inwoner 1434,37 zł.

## Zonder de statussołectwo
Guzy, Horniki, Horniki Dolne, Horniki Górne, Jasionowa Huta, Kamionki, Lubieszynek, Nowe Horniki, Skrzydłówko, Śledziowa Huta, Wielki Kamień, Zielona Wieś

## Aangrenzende gemeenten
Kościerzyna, Liniewo, Przywidz, Somonino, Skarszewy